# Location scouting
Location scouting indica la fase di pre-produzione in cui si individuano i luoghi più adatti alle riprese esterne del film.

## Descrizione
È un termine è di origine inglese utilizzato comunemente nel gergo cinematografico, anche in italiano. È una delle fasi di pre-produzione cinematografica, ovvero quella fase del film in cui grazie ad un location manager si individuano i luoghi più adatti alle riprese esterne del film. Tali luoghi sono più propriamente definiti location. Generalmente il servizio di location scouting è gratuitamente offerto dalle commissioni cinematografiche che operano a livello regionale nel caso le specifiche delle location lo consentano.
Qualora la ricerca presenti delle esigenze più particolari e specifiche il location scout, che spesso coincide con la figura del location manager si occupa della ricerca del punto macchina da cui effettuare le riprese.